# Kernkraftwerk Valdecaballeros
Das Kernkraftwerk Valdecaballeros (spanisch Val de caballeros – deutsch Tal der Herren) sollte bei Valdecaballeros in der Provinz Badajoz, Spanien entstehen und aus zwei Kraftwerksblöcken mit Siedewasserreaktoren von General Electric bestehen. Mit dem Bau der beiden Reaktoren wurde am 17. August 1979 begonnen. 1983 wurde das Projekt jedoch aufgrund einer Entscheidung der neuen Regierung eingestellt. Bei der endgültigen Einstellung des Bauprojekts 1994 war der erste Block zu 70 % und der zweite Block zu 60 % fertiggestellt. Der Betreiber Endesa erhielt Ausgleichszahlungen.

## Daten der Reaktorblöcke
Es waren im Kernkraftwerk Valdecaballeros zwei Reaktoren geplant:
| Reaktorblock      | Reaktortyp         | Nettoleistung | Bruttoleistung | Anfang Projektplanung | Baubeginn  | Projekteinstellung |
| ----------------- | ------------------ | ------------- | -------------- | --------------------- | ---------- | ------------------ |
| Valdecaballeros 1 | Siedewasserreaktor | 939 MW        | 975 MW         | 1975                  | 17.08.1979 | 01.04.1984         |
| Valdecaballeros 2 | Siedewasserreaktor | 939 MW        | 975 MW         | 1975                  | 17.08.1979 | 01.04.1984         |